# Ophidian Wheel
Ophidian Wheel – trzeci album studyjny greckiego zespołu death metalowego Septicflesh wydany 7 kwietnia 1997 roku przez wytwórnię muzyczną Holy Records. Nagrania zostały zarejestrowane między wrześniem a październikiem 1996 roku w Praxis Studios w Atenach we współpracy z Lambrosem Sfirisem. 
Muzycznie Ophidian Wheel jest prostszy niż wcześniejsze dokonania zespołu. Łączy agresywny Death metal z elementami gothic rocka. Mimo iż ktoś o pseudonimie Kostas jest uważany za perkusistę na tym albumie, w rzeczywistości perkusja została zaprogramowana. 
W 2013 roku wytwórnia Season of Mist ponownie wydała album w wersji ze zmienioną okładką i trzema dodatkowymi utworami.

## Lista utworów
Opracowano na podstawie materiału źródłowego.
1. "The Future Belongs to the Brave" – 6:12
2. "The Ophidian Wheel" - 5:20
3. "Phallic Litanies" – 5:55
4. "Razor Blades of Guilt" – 5:02
5. "Tartarus" – 3:36
6. "On the Topmost Step of the Earth" – 6:42
7. "Microcosmos" – 1:35
8. "Geometry in Static" – 5:25
9. "Shamanic Rite" – 5:16
10. "Heaven Below" – 5:44
11. "Enchantment" – 0:50

## Twórcy
Opracowano na podstawie materiału źródłowego.

- Christos "Chris" Antoniou – gitary, instrumenty klawiszowe
- Spiros Antoniou – śpiew, gitara basowa, okładka
- Sotiris Vayenas – gitara, śpiew, instrumenty klawiszowe, słowa
- Natalie Rassoulis – śpiew
- Lambros Sfiris – produkcja, inżynier dźwięku
- Tsiappas – zdjęcia